# Edward Highmore
Edward Highmore (ur. 3 kwietnia 1961 w Kingston upon Thames) – brytyjski aktor. Jego dwaj synowie aktora Freddie i Bertie także są aktorami.

## Filmografia
- Ali G Indahouse jako Cabinet M.P. (2002)
- Dziesiąte królestwo jako Służący królowej (2000)
- Elżbieta jako Lord Harewood (1998)
- Mosley jako Derek Johnson (1998)
- Jack and Jeremy's Real Lives jako Szef kuchni (1996)
- Lazarus jako Tom (1993)
- Howard's Way jako Leo Howard (1985–1990)
- Tripods jako Boll (1984–1985)
- Doctor Who jako Malkon (1963–1989)